# Hipaci (nebot d'Anastasi)
Hipaci (en llatí: Flavius Hypatius; en grec: Φλάβιος Ὑπάτιος. m. 532) va ser un noble romà d'ascendència imperial que va ser mestre dels soldats (magister militum) de l'Imperi Romà d'Orient durant el regnat dels emperadors Anastasi I (r. 491-518) i Justí I (r. 518-527) i que va acabar aclamat emperador per la multitud durant la Revolta de Nika.

## Biografia

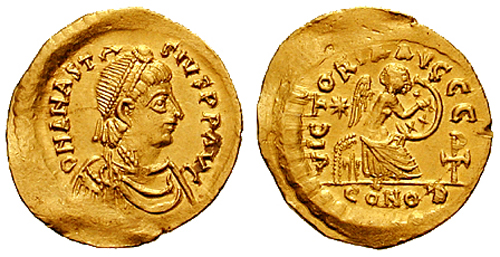
Semis d'Anastasi I (r. 491-518)

### Família
Es desconeix quan va néixer Hipaci, durant el segle v, era fill de Secundí i Cesaria, la germana de l'emperador Anastasi I (r. 491-518), nebot per tant de l'emperador Anastasi. Era germà de Pompeu i cosí de Probe, fill de Pau i Magna. En data incerta es va casar amb Maria, el parentiu del qual és desconegut, amb qui va tenir a Pompeu. El seu fill Pompeu serà el pare de Joan, que es casarà amb Preiecta, la neboda del futur emperador Justinià I (r. 527-565), reforçant els llaços de la parentela d'Anastasi I i la nova dinastia justiniana.

### Carrera

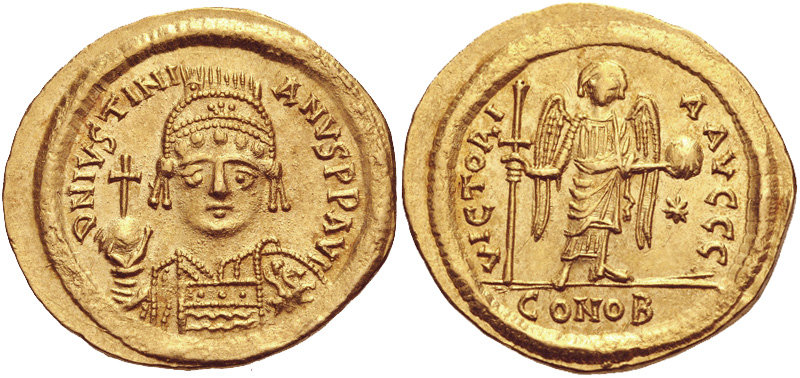
Sòlid de Justinià I (r. 527-565)

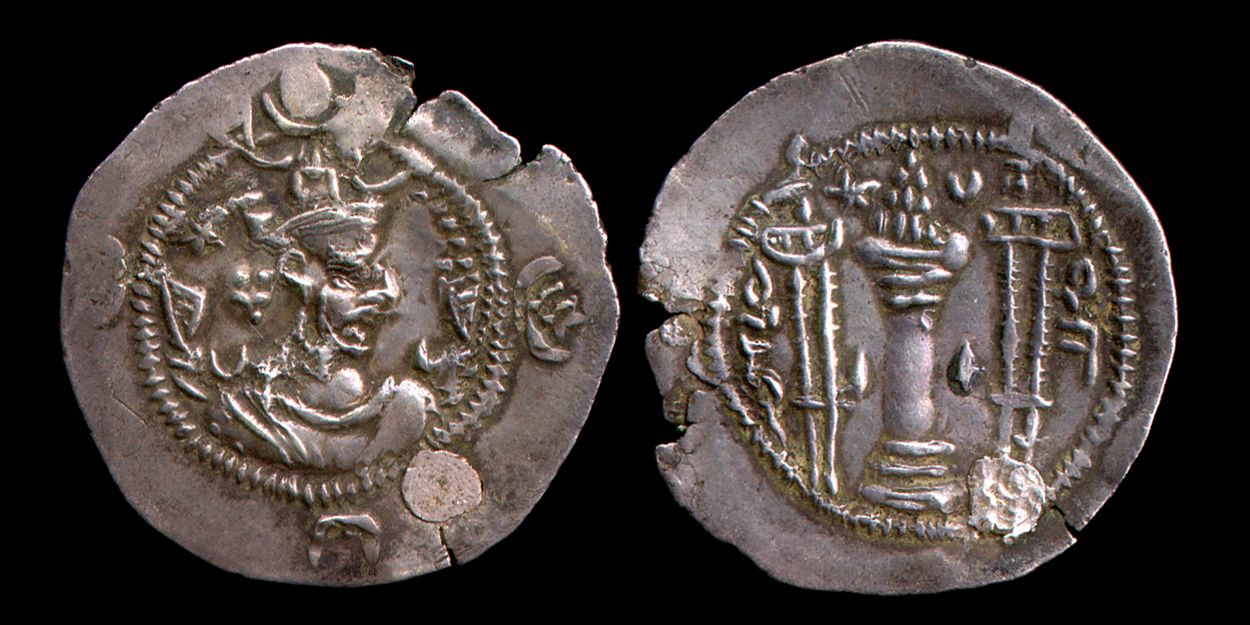
Dracma de Cobades I (r. 488–496; 499–531)

L'inici de la carrera d'Hipaci ens es desconeguda, però és probable que actués com un dels comandants militars que van lluitar a la Guerra Isàurica (492-497). El 500, va ser designat cònsol oriental al costat de Patrici. L'any 503, va servir com a mestre dels soldats praesentalis amb Patrici. El maig d'aquell any, van ser enviats a l'Orient amb Areobind per a combatre els exèrcits de l'Imperi Sassànida durant la Guerra Anastasiana (502-506). Hipaci i Patrici van acampar amb 40 mil soldats a Sífrios, una fortalesa situada a 350 estadis d'Amida (Procopi, Història de les Guerres, I.8.10), ciutat que, el gener del 503, va caure davant les tropes liderades pel xà Cobades I (r. 488-496; 498–531) i els seus generals. Areobind va enviar Caliopi per a sol·licitar ajuda contra un gran exèrcit sassànida que estava prop de Nísibis, però ells no es van moure. Més endavant, van abandonar breument la seva posició en persecució d'alguns iranians, retornant quan un dels captius va prometre trair els sassànides i lliurar Amida. A l'agost, Hipaci i Patrici van trobar i van destruir tropes heftalites, aliats dels sassànides, però van ser descuidats, fet que va permetre que Cavades els sorprengués i els obligués a fugir a través de l'Eufrates en direcció a Samòsata. Els dos van ser responsabilitzats dels revessos soferts al front inicial i, a la tardor del 503, Hipaci va ser reclamat a Constantinoble i substituït per Cèler.
Hipaci reapareix a les fonts el 513, quan servia com mestre dels soldats de la Tràcia. Sota el seu comandament estaven les tropes de la Escítia Menor i la Tràcia, però segons Joan d'Antioquia i Teòfanes el Confessor, era impopular. Quan servia a la regió, va ofendre l'esposa del general Vitalià, que des de llavors el va considerar el seu enemic. Quan Vitalià es va revoltar i va atacar Constantinoble, Hipaci va ser substituït per Ciril·li i cridat a la capital. A la fi de l'any, després de la derrota de Ciril·li, Hipaci va ser reenviat a la Tràcia a lidar amb els revoltosos. És incert el càrrec que va ocupar, però és possible que fos un dels mestres dels soldats praesentalis, amb Alatar servint com a subordinat seu com a mestre dels soldats de la Tràcia. Hipaci va ser atacat, derrotat i fet presoner per Vitalià, que el va insultar durant el temps que va romandre en captivitat. El 514, després de pagament d'un rescat substancial per l'emperador Anastasi, Vitalià va acceptar alliberar-ho.

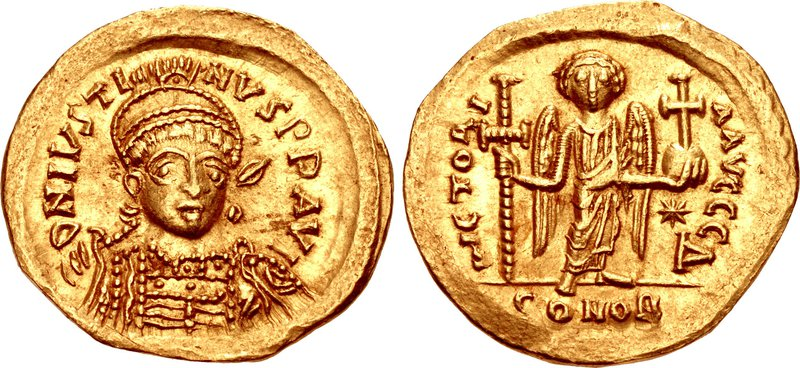
Sòlid de Justí I (r. 518-527)

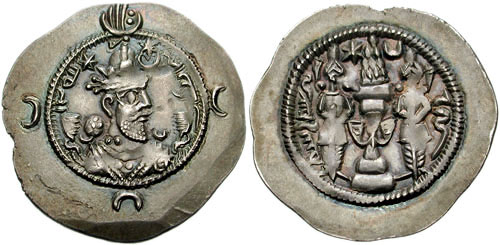
Dracma de Còsroes I (r. 531-579)

Hipaci va ser destinatari d'una carta de Sever d'Antioquia (carta 40) datada el 515/18 que va tractar sobre la ciutat de Tars, a la Cilícia. Altres dues cartes de Sever (45, de 513/18; 15, de 515/18), la primera citant un mestre dels soldats de l'Orient de nom incert i altra referint-se a un general de l'Orient, també de nom incert, podrien haver estat destinades a Hipaci. Si aquesta hipòtesi es correcta, Hipaci va ocupar aquesta posició per aquesta època. El 516, va peregrinar a Palestina i era a Jerusalem quan el patriarca Joan III (r. 516-524) va anatematitzar alguns importants monofisites. Pel temps que va estar a la ciutat, va deixar rics presents a les esglésies locals i als monjos Teodosi i Saba. El 25 de juliol de 517, era a Egas, a la Cilícia, on va trobar Sever d'Antioquia, però no va interactuar amb ell per ser fidel al Concili de la Calcedònia. En base a l'himne 198 de Sever, Hipaci estava dirigint-se a la frontera amb l'Imperi Sassànida com mestre dels soldats de l'Orient. És probable que romanguès en aquest càrrec fins al 518, quan Justí I (r. 518-527) va designar Diogenià per aquest càrrec. Hipaci era a Apamea el 519, quan el governador Joan Pal·ladi Eutiquià va conduir l'interrogatori sobre les reclamacions contra el bisbe Pere. El 7 d'agost del 520, reapareix a les fonts com a mestre dels soldats de l'Orient, indicat per una carta de Justí sobre el bisbe i clergat de Cirros. Encara ocupava aquest càrrec el 525 i el 525/6 va ser referit a les fonts amb el títol honorífic de patrici. El 525/6, el mestre dels soldats de l'Orient i futur emperador Justinià el va enviar amb Rufí per a negociar la pau amb Mebodes, l'emissari del rei sassànida, i suggerir l'adopció política de Cosroes per Justí. Es creu que Hipaci va conspirar amb l'emissari Seoses per a impedir que la pau fos conclosa i Rufí va presentar acusacions formals contra ell en la cort, però les investigacions subsegüents van ser inconclusives.
El juny o juliol del 527, Hipaci va ser readmés al càrrec de mestre dels soldats de l'Orient en substitució de Libelàri. Després d'assumir la seva posició, va col·laborar amb Farasmanes en les negociacions amb els iranians buscant la pau, però van fracassar. El 529, Justinià el va substituir per Belisari. El gener del 532, Hipaci i el seu germà Pompeu van tenir un paper menor en l'afamada Revolta de Nika. Segons Procopi de Cesarea, al vespres del cinquè dia de la insurrecció, Justinià va ordenar que abandonessin el palau i anessin a les seves cases el més ràpid possible, doncs sospitava que estaven embolicats en algun complot contra ell, o que les circumstàncies els empenyessin a això. Tement que el poble els obligués a assumir la púrpura pel seu parentiu amb Anastasi, haurien dit que actuarien malament si els feien marxar en aquelles circumstàncies, el que va augmentar encara més les sospites de Justinià, que va reforçar les ordres. El matí següent, el poble va saber que no eren al palau i es van dirigir a ells, duent a Hipaci, a contracor, al fòrum de Constantí, on va ser declarat emperador amb un collar d'or que emulava la diadema imperial. Maria, esposa d'Hipaci, va intentar protegir-lo de les masses, però els seus esforços van ser en va. La població seguir amb el seu pla i va conduir Hipaci, Pompeu al hipòdrom.
Més endavant, quan els revoltosos van ser massacrats, Boraides i Just, cosins de l'emperador, van capturar Hipaci i Pompeu i els i van deixar al palau, on van romandre sota estricte confinament. Es diu que Pompeu va plorar i va lamentar, però va ser reprovat pel seu germà, dient-li que aquells que estaven a punt de morir s'havien de mantenir-se ferms. L'endemà, van ser executats pels soldats, que van llançar els seus cossos al Bòsfor. L'execució va ser confirmada per Comte Marcel·lí, Zacaries Escolàstic, Evagri d'Epifania, Joan Malales, la Chronicon Paschale, Victor de Tununa, Teòfanes el Confessor i Joan Zonaràs. Segons John Bagnell Bury, Justinià no els considerava directament responsables, però els va executar per a eliminar possibles instruments en altres conspiracions dels seus rivals. Justinià va ordenar que els seus cossos fossin rescatats i sepultats en desgràcia, però després va permetre que fossin enterrats al costat dels seus parents de l'Església de Santa Maura. El poeta Julià va compondre els versos que van ser inscrits en el seu cenotafi. Altres versos, possiblement fets pel mateix poeta, registren la construcció del cenotafi en la seva honra per l'emperador. Les seves propietats van ser preses per Justinià, que després va retornar als seus fills tot el patrimoni que va restar després de cedir part d'ell als seus. Priscià, en el seu panegíric a l'emperador Anastasi, va afirmar que Hipaci era un home a ser temut.